# Mustafa Fadilpašić
Mustafa-beg nebo Mustaj-beg Hajruddin Fadilpašić (1835/1836 Sarajevo, osmanská říše – 6. prosince 1892 Sarajevo, Bosna a Hercegovina) byl sarajevský starosta bosňáckého původu. V dobových dokumentech je příjmení uváděno i jako Fadil Pašić.

## Životopis
Narodil do vlivné a zámožné rodiny osmanského úředníka a velkostatkáře Fadil-paši Šerifoviće. Mustafa vyrůstal a vzdělával se v Cařihradu, kde jeho otec dlouhodobě pracoval. Jistý čas s rodinou pobýval v Egyptě. Krátce po návratu do Bosny (někdy před rokem 1870) se oženil s Nuri/Nurou Gradaščević, ve své době nejbohatším pozemkovým vlastníkem v celé Bosně i Hercegovině. Společně přivedli na svět syny Sadika a Fadila. Podruhé se oženil s Kjanou Sulejmanpašić z Bugojna.
Fadil-paša Šerifović se roku 1878 přišel poklonit přicházejícím rakousko-uherským okupačním jednotkám, nicméně kvůli nevybíravému jednání jejich velitele Josipa Filipoviće se rozhodl emigrovat do osmanské říše. Později 25. listopadu 1882 zemřel v Cařihradu. Mustafa-beg Fadilpašić byl v srpnu 1878, téměř okamžitě po vstupu habsburských vojsk do bosenské metropole, jmenován prvním starostou Sarajeva a jako loajální úředník ve funkci setrval až do své smrti. Mandát zastupitele obhájil roku 1884, 1887 a 1890. Současně byl od roku 1883 předsedou Vakufského pověřenectva, které spravovalo rozsáhlý majetek islámských nadací v Bosně a Hercegovině. Na počest svého otce používal příjmení Fadilpašić, stejně jako jeho bratr Mahmut-beg (1853/1854–1912, zvolen sarajevským zastupitelem 1887, 1890, 1893, 1896, 1899, 1902, 1905 a 1910, 1908 nebyl zvolen) a Omer-beg (1838/1839–1887, zvolen sarajevským zastupitelem 1884 a 1887).
Za Fadilpašićova mandátu byla započata rozsáhlá přestavba Sarajeva. Velkou měrou tomu pomohl rozsáhlý požár, který poničil centrum města roku 1879. V Sarajevu byla rovněž zavedena tramvajová doprava, nejprve jako koňská dráha (1885).
Fadilpašić byl nositelem řady vyznamenání: roku 1879 obdržel řád železné koruny III. třídy (odznak na prsou), roku 1882 řád Františka Josefa II. třídy, komtur s hvězdou, a nakonec roku 1888 řád železné koruny II. třídy (odznak na krční stuze).
Mustafa-beg zemřel 6. prosince 1892 ve Vakuské nemocnici v Sarajevu, kam byl téhož převezen po záchvatu nevolnosti. Zádušní mše se uskutečnila druhého dne v sarajevské Carově mešitě. Tělesné ostatky byly uloženy ve dvoře Gazi Husrev-begovy mešity.